# 法蘭西殖民帝國
法蘭西殖民帝國（法語：Empire colonial français）指法国于1534年至1980年统治的殖民帝国，為僅次於大英帝国的世界第二大殖民帝國；其疆域巅峰期为战间期。這些殖民地自第二次世界大战结束以後陸續獨立，时至今日只保留了分佈在遍佈五大洲的北大西洋、加勒比海、印度洋、南太平洋及北太平洋中百多個不同的島嶼及群島，以及法属南方和南极洲领地，法国海外部分總面積只有119394平方公里，只是疆域巅峰期面積的1%，其總人口只有约2,790,000人，但屬土公民均享有完整公民權。

## 法蘭西第一殖民帝國
在16世紀，隨著航海家韦拉扎诺及卡蒂亚開拓了航線後，法國漁民便開始在紐芬蘭一帶航行，這樣就揭開了法蘭西殖民地擴張的序幕。但西班牙在中南美洲一帶的壟斷，以及法國在16世紀晚期法国宗教战争中失利所造成的內亂，都使得法國有必要建立殖民地帝國。法國在早期曾經企圖以巴西作為殖民地，並在1555年及1612年入侵里約熱內盧及聖路易兩地，但由於葡萄牙和西班牙的對法國的戒備及阻止，使得法國在兩地及北美佛羅里達的侵略均告失敗。
在1605年7月27日，當法國在新斯科舍建立起皇家港（Port-Royal）開始，就揭開了法蘭西第一殖民帝國的序幕。數年後，法國探險家山姆·德·尚普蘭建立起魁北克城，而它亦成為了一個以皮毛貿易為主的殖民地，稱為新法蘭西（或稱為加拿大）。其後，法國更把其勢力擴展至圣劳伦斯河河谷一帶。隨著勢力的擴展，法國都把這些新的疆土作為貿易之用。但法國在本土發展上有更大的野心，而對殖民地的發展的興趣則不大，因此後來的加拿大發展並不如英國在北美的發展，更在1713年的烏得勒支和約中失去了阿卡迪亞的土地。但法國在1699年聲稱自己在北美的領土不斷的深入擴大，遠至北美的路易斯安娜及密西西比河。此外，它更在美洲從事非洲奴隸的交易。
法國的殖民地擴張不只在新大陸進行，更在其他地方發展。如1624年法國就在西非的塞內加爾岸邊建立第一個貿易站。此外，法國東印度公司亦在東方建立起貿易商旅，如孟加拉的金德訥格爾、印度的本地治里等。

## 英法殖民地衝突（1744年至1815年）
18世紀中期，一連串的殖民地衝突在法國及英國之間展開，最後更險致法蘭西殖民帝國的瓦解。這一連串的衝突就是從奧地利王位繼承戰爭（1744年-1748年）、七年戰爭（1756年-1763年）、美國獨立戰爭（1778年-1783年）、法國大革命（1793年-1802年）及拿破崙戰爭（1802年-1815年）中衍生出來。
雖然法國在奧地利王位繼承戰爭失利，被迫割讓在印度的殖民地，並在七年戰爭中失去了新大陸的大部份殖民地，但它在美國獨立戰爭期間所作出的調停和支持反英的一方，卻使它可以收復一些在美洲的殖民地。此外，當1789年法國大革命爆發後，拿破崙便逐步奪取政權，最終成為法蘭西第一帝國皇帝，但拿破崙為獲美國支持，把密西西比河以西的原法屬路易斯安那賣予美國，史稱路易斯安那購地。拿破崙轉向入侵歐洲，到1812年法蘭西第一帝國幾近統領歐洲，但隨著1814年拿破崙戰敗，維也納會議後法國僅保留歐洲本部及海外少量殖民地，這使得法國開始重新走上了對外侵略之路，並開始在非洲建立殖民地。

## 法蘭西第二殖民帝國
拿破崙戰爭結束後，很多法國殖民地都被劃為大英帝國所有，特別是南美洲北岸的法屬圭亞那，以及在西非塞內加爾所建立的貿易站。因此，法國需要再次擴張殖民地，因而揭開法蘭西第二殖民帝國的序幕。
法蘭西第二殖民帝國的建立，始於1830年法國對阿爾及利亞的侵略，法國之後通過控制北非，得以在之後和英國共同擁有對地中海的控制權。雖然法國在法皇拿破崙三世在位期間，曾出兵入侵墨西哥，建立墨西哥帝國並企圖對墨西哥以保護國之名進行殖民統治，但最後失敗落空，美國在內戰後對墨西哥的支持使得法國被迫放棄了對墨西哥的企圖。但法國在亞洲的印支半島殖民計劃較為順利，先佔領越南南部交趾支那，以及取得柬埔寨的保護權。
普法戰爭後，法蘭西第三共和国取代拿破崙三世的統治，它成功的將法國的殖民帝國大大擴大，主要集中在非洲的擴張。在北非，以早已成為法國殖民地的阿爾及利亞為基礎，向東把突尼西亞、利比亞一帶建立勢力範圍，後來更將摩洛哥變為自己的保護國。而在中非及西非，法國逐漸把茅利塔尼亞、塞內加爾、几內亚、馬里、科特迪瓦、貝南、尼日尔、查德、中非共和国及刚果共和国等地納入自己的控制下，在東非則佔據吉布提一帶东非的狹長海岸。在東南亞，中法战争後，法國在印支半島的殖民統治進一步得到確保，將整個越南、柬埔寨及老撾變成法國殖民地，建立起法屬印度支那，更向中國租借廣州灣（今中国广东省湛江市市区部分）。與此同時，法國更在南太平洋建立起殖民地，包括新喀里多尼亞、法屬玻里尼西亞一帶的群島以及新赫布里底群島。
這個龐大的殖民帝國在第一次世界大戰後達到顛峰。它接收了前鄂圖曼土耳其帝國的領土黎巴嫩及敘利亞，以及德國擁有的喀麦隆及多哥，使得帝國版圖再次增加，其後更在西非建立了法屬西非，直至第二次世界大戰結束。

## 帝國的瓦解
第二次世界大戰期間，法国本土被纳粹德国及意大利王國占领，法蘭西殖民帝國逐漸分解，當中大部份都為他國所佔領（如大日本帝國佔領法属印度支那，英國因怕維希法國佔據的敍利亞、黎巴嫩等地會受德國控制，以及防日本登陸馬達加斯加，因此英國決定佔領他們，英美因火炬行動登陸北非而佔領法屬摩洛哥及阿爾及利亞並導致意大利搶奪了法屬突尼西亞）。但在1944年法国光复后，由戴高樂領導的自由法國重新控制這些地方。
第二次世界大戰結束後，儘管法國是戰勝國，然而這無法掩飾法國國力衰退的事實，而在法國各殖民地興起的非殖民地化運動浪潮影響，紛紛走向獨立建國之路，這使得法國的殖民帝國面臨嚴重挑戰，雖然法國試圖嘗試繼續維持殖民地的統治，但各地反抗獨立力量，已非法國所能對付，如越南在胡志明的領導下經過9年戰爭，在1954年擺脫法國的統治，其後經過20年越戰，最終建立越南社會主義共和國；而北非的阿爾及利亞在經過8年的战争後，在1962年取得獨立，阿爾及利亞戰爭也直接导致法兰西第四共和国在1958年垮台。法国也在二战结束后的1946年放弃其在中国的租借地和治外法权，1956年苏伊士运河危机中法国和英国在美国和苏联的压力下被迫撤军也标志着法国彻底失去全球大国地位。戴高樂1958年再次上台後，容許通過全民公決實現殖民地獨立，受到非殖民地化運動影響的法屬非洲也有很多從法國殖民地中獨立，而這些殖民地也得以立於萬國之林。至1980年，法国主要的殖民地全部脱离法国独立。
直至今天，法國只剩下在南太平洋的一些海外屬地，法屬圭亞那以及一部份島嶼。

## 疆土
以下列表展示了近500年來法蘭西殖民帝國的範圍，當中不包括一些未受直接管治的地方。

法蘭西殖民地分佈圖
绿色為第一殖民帝國的殖民範圍；深藍色為第二殖民帝國的殖民範圍。
※注意：兩者並非自始重疊，各有增減的部份。

法蘭西殖民地消長圖

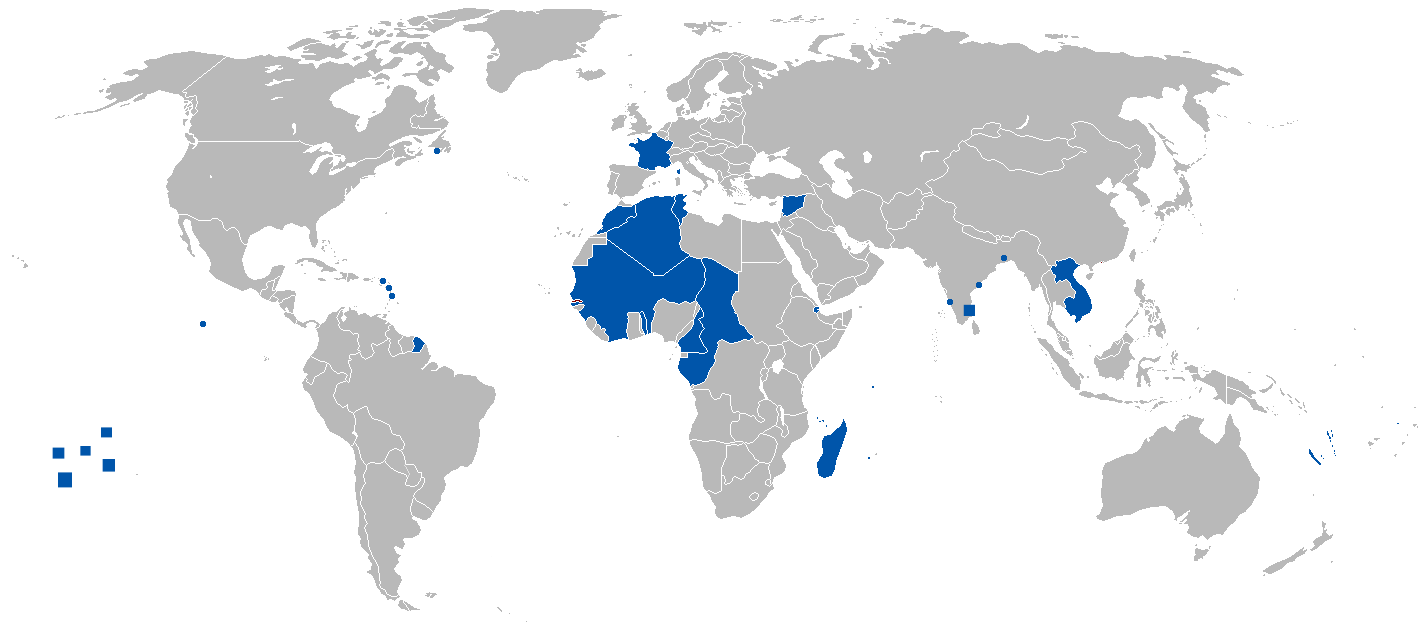
1920年的法蘭西殖民帝國

### 法蘭西第一殖民帝國（16世紀至1814年）

#### 美洲

##### 北美洲
- 加拿大（ 魁北克省、 新法蘭西

）
- 美国（法属路易斯安那）

##### 加勒比
- 安地卡及巴布達
- 多米尼克
- 格瑞那達
- 海地
- 法属圣马丁
- 圣卢西亚
- （短暫統治）
- 圣基茨和尼维斯
- 千里達及托巴哥
- 美屬維爾京群島

#### 非洲

##### 西非
- 法屬西非
- 塞内加尔

##### 印度洋
- 模里西斯
- 留尼汪
- 塞舌尔

#### 亞洲
- 法属印度支那
  -  交趾支那（南圻）
  -  东京（北圻）
  -  安南（中圻）
  -  柬埔寨
  -  广州湾
  -  越南临时中央政府
  -  越南国

##### 南亞
- 法属印度

### 法蘭西第二殖民帝國（1830年起）

#### 美洲

##### 加勒比
- 法属圣马丁

#### 非洲

##### 北非
- 法屬摩洛哥
- 法屬阿爾及利亞
- 法屬突尼西亞

##### 西非
- 法属达荷美
- 法属上沃尔特
- 科特迪瓦
- 法屬幾內亞
- 法屬蘇丹
- 法屬毛里塔尼亚
- 法屬尼日尔
- 塞內加爾
- 法屬多哥蘭

##### 赤道非洲
- 喀麦隆
- 中非
- 加彭
- 刚果共和国

##### 印度洋
- 马达加斯加
- 马约特
- 留尼汪
- 法属印度洋诸岛

#### 亞洲

##### 中東
- 黎巴嫩
- 叙利亚

##### 南亞
- 法属印度

##### 東亞
- 大清广州湾租借地
- 柬埔寨
- 越南

（以上殖民地统称 法属印度支那，由位于河内的总督府统治）
- 中華民國广州法租界
- 中華民國上海法租界
- 中華民國汉口法租界
- 中華民國天津法租界

云南、海南、两广是法国的势力范围。

#### 大洋洲
- 克利珀頓島
- 新喀里多尼亞
- 法屬玻里尼西亞

#### 南極洲
- 法属印度洋诸岛

### 法蘭西保護國
- 摩洛哥（1912–1956）
- 法属时期（1881–1956）
- 阮朝
- 老挝保护国（1893－1954）
- 柬埔寨保护国（1863–1953）
- 摩納哥
- 巴達維亞共和國（1795–1806）
- 荷蘭共和國
- 大溪地王國（1842–1880）
- 里馬塔拉王國（1889–1900）
- 魯魯土王國（1889–1900）
- 法屬赤道非洲
- 法属印度支那
- 達荷美

### 現今法國屬土

#### 美洲

##### 加勒比
- 法属圣马丁

##### 印度洋
- 马约特
- 留尼汪
- 法属印度洋诸島

#### 大洋洲
- 克利珀頓島
- 新喀里多尼亞
- 法屬玻里尼西亞

#### 南極洲
- 法属南部和南极领地